# Kongress-Eiche

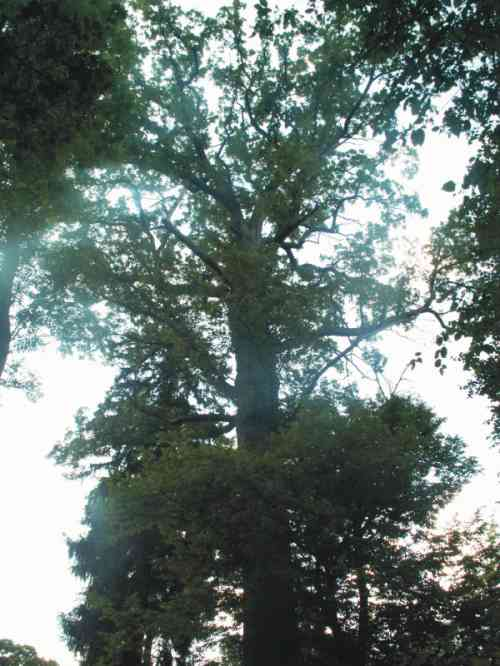
Krone der Kongress-Eiche

Die Kongress-Eiche  (polnisch: Dąb Kongresowy) ist eine der schönsten Eichen im Białowieża-Nationalpark, mit einem sehr regelmäßigen und schön im Grund eingebetteten Stamm.
Die Eiche befindet sich im Sektor 475 des Nationalparks, dicht westlich der Ortslage von Białowieża.

Der Stammumfang beträgt 630 cm in einer Höhe von 130 cm. Der eine Höhe von 32 m erreichende Baum zeigt keine deutlichen Anzeichen für ein Absterben. Seit Mitte der 1960er Jahre ist der Baumumfang um 45 cm größer geworden. Die Eiche wächst in der Nähe eines Unterstands mit Feuerstelle, der ziemlich genau im geographischen Mittelpunkt des Białowieża-Nationalparks liegt. Seit langem ist sie ein Treffpunkt, von dieser Funktion rührt ihr Name her. In ihrer Umgebung wachsen einige kleinere Eichen, wahrscheinlich Abkömmlinge der Kongress-Eiche.